# 張世英 (光緒進士)

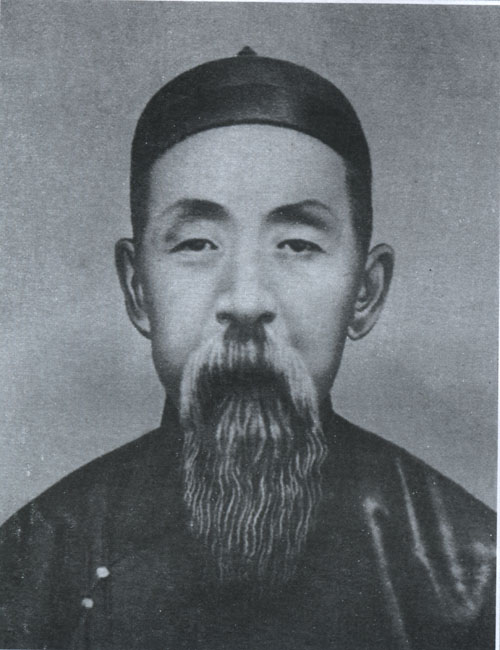
張世英像

張世英（1843年—1915年），字育生，甘肅省秦州直隸州（今天水市秦州区）人，清朝官員。

## 生平
光绪六年（1880年）中式庚辰科二甲进士。同年五月，改翰林院庶吉士。光緒九年四月，散館，著以知县即用，改陕西甘泉县知县，后历任武功、渭南、凤翔、蒲城、石泉、凤县、城固知县以及商州知州。